# Doddabilaha, Somvarpet
Doddabilaha là một làng thuộc tehsil Somvarpet, huyện Kodagu, bang Karnataka, Ấn Độ.